# جون جوزيف جامبيرز
كان جون جوزيف جامبيرز (من 9 يناير 1922 إلى 29 مارس 2013) لغويًا وأكاديميًا أمريكيًا. كان جامبيرز، خلال معظم حياته المهنية، أستاذاً بجامعة كاليفورنيا في بيركلي. استفاد بحثه حول لغات الهند، حول التبديل بين الرموز في النرويج، والتفاعل التحادثي، من دراسة علم اللغويات الاجتماعية، وتحليل الخطاب، والأنثروبولوجيا اللغوية، والأنثروبولوجيا الحضارية.

## المهنة والعمل
ولد هانز جوزيف جامبيرز في هاتينغن، ألمانيا. هو يهودي هرب من ألمانيا النازية واستقر في إيطاليا، ثم هولندا وأخيرا في الولايات المتحدة في عام 1939. أصل اهتمامه في الكيمياء، أصبح مفتونا باللغة. كتب أطروحة بعنوان «لهجة سوابيان في مقاطعة واشنطن، ميشيغان» تحت إشراف هربرت بينزل وحصل على درجة الدكتوراه في عام 1954. في عام 1956 جامبيرز انضم إلى هيئة التدريس في جامعة كاليفورنيا في بيركلي.
اعتمد جامبيرز على عمل ديل هايمز من خلال النظر في القوة التفاضلية بين مجتمعات الكلام. على وجه الخصوص، أشار جامبيرز إلى أن الشكل «القياسي» لأي لغة معينة (النموذج المتوقع في المواقف الرسمية، مثل الأخبار) هو لهجة أولئك الأقوياء بالفعل. أطلق على ذلك «لهجة هيبة»، وأشار إلى أن أولئك الذين لم يتكلموا هذه اللهجة أصلاً ولكن بدلاً من لهجة محلية أصيلة أو أقل قوة كانوا "diglossic" (كانوا يجيدون لهجاتهم الأم ويمكنهم أيضًا استخدام لهجة هيبة). ومع ذلك، فإن أولئك الذين كانت لهجتهم الأصلية هي لهجة هيبة نادراً ما كانوا قادرين على استخدام رموز أخرى.
يعرّف جامبيرز مجتمع الكلام بأنه «أي مجموعة بشرية تتميز بالتفاعل المنتظم والمتكرر عن طريق مجموعة مشتركة من العلامات اللفظية وتنطلق من المجاميع المماثلة من خلال اختلافات كبيرة في استخدام اللغة.»
كان جامبيرز مهتمًا بكيفية تأثير ترتيب المواقف وثقافة المحاورين على كيفية إجراء المحاورين لاستدلالات تحادثية وتفسير العلامات اللفظية أو غير اللفظية، والتي أطلق عليها إشارات تحديد السياق (تشمل المصطلحات المتداخلة من قِبل علماء آخرين الشبهتين والحركية).
تشمل منشوراته ودوراته المقدمة العمل في مجال البحوث اللغوية الاجتماعية الناشئة في الهند.